# Emiráty Spojených arabských emirátů

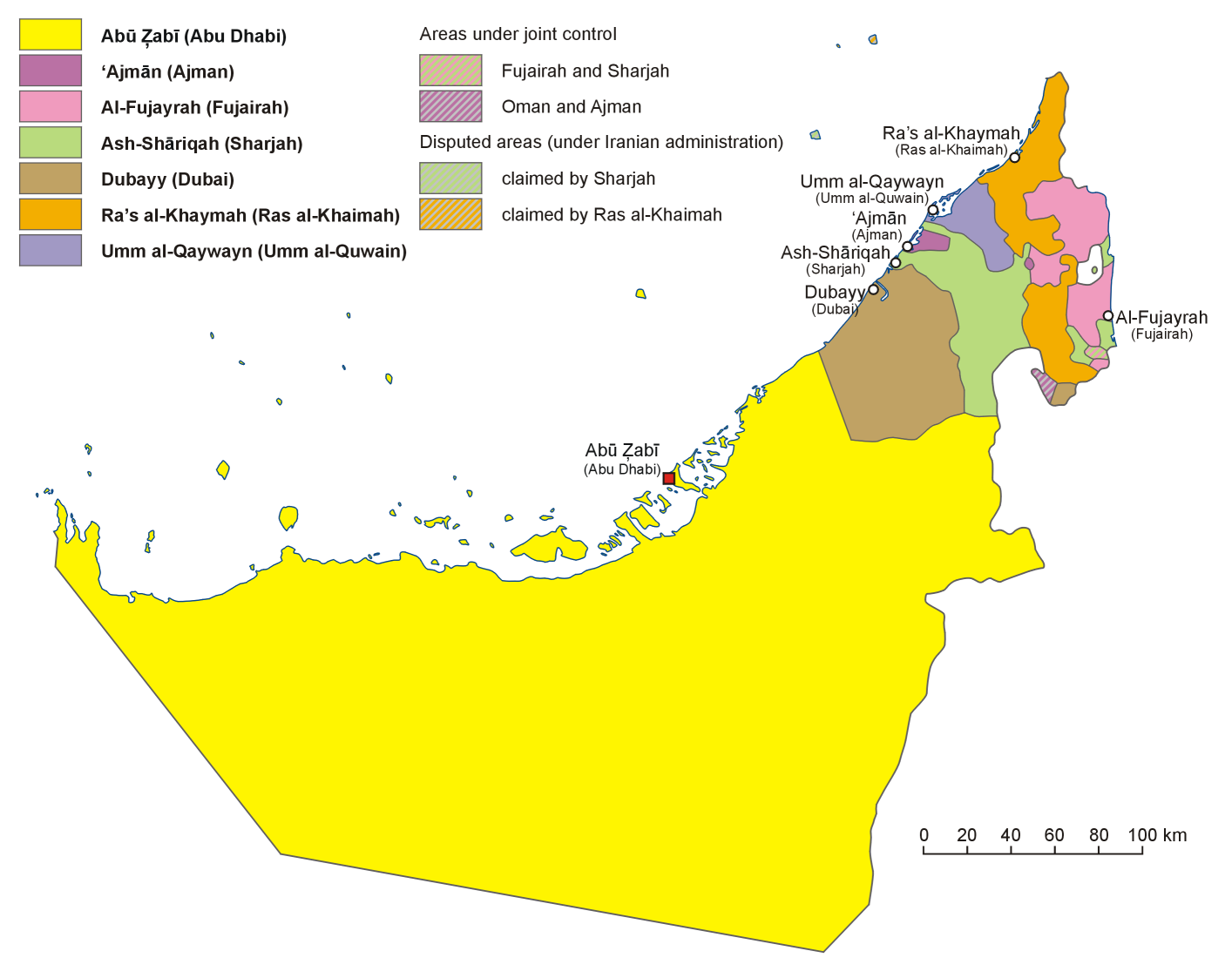
mapa emirátů

Emiráty Spojených arabských emirátů jsou celky nejvyšší úrovně Spojených arabských emirátů. Do jednotného státu se spojilo 2. prosince 1971 šest emirátů (Abú Zabí, Adžmán, Dubaj, Fudžajra, Šardžá, Umm al-Kuvajn) a 10. února 1972 se připojil sedmý emirát Rás al-Chajma.

## Přehled emirátů
| vlajka | Kód ISO | Emirát        | Hlavní město  | Rozloha (km²) | Obyvatelstvo | Obyvatelstvo | Obyvatelstvo | Obyvatelstvo | Obyvatelstvo | Obyvatelstvo | Hustota zalidnění | Hustota zalidnění | Hustota zalidnění | Hustota zalidnění | Hustota zalidnění | Hustota zalidnění |
| vlajka | Kód ISO | Emirát        | Hlavní město  | Rozloha (km²) | sčítání 1980 | sčítání 1985 | sčítání 1995 | sčítání 2005 | odhad 2010   | odhad 2013   | sčítání 1980      | sčítání 1985      | sčítání 1995      | sčítání 2005      | odhad 2010        | odhad 2013        |
| ------ | ------- | ------------- | ------------- | ------------- | ------------ | ------------ | ------------ | ------------ | ------------ | ------------ | ----------------- | ----------------- | ----------------- | ----------------- | ----------------- | ----------------- |
|        | AE-AZ   | Abú Zabí      | Abú Zabí      | 73 060        | 451 848      | 566 036      | 942 463      | 1 399 484    | 1 967 659    | 2 453 096    | 6,2               | 7,7               | 12,9              | 19,2              | 26,9              | 33,6              |
|        | AE-AJ   | Adžmán        | Adžmán        | 259           | 36 100       | 54 546       | 121 491      | 206 997      | 263 000      | N/A          | 139,4             | 210,6             | 469,1             | 799,2             | 1 015,4           | N/A               |
|        | AE-DU   | Dubaj         | Dubaj         | 3 885         | 276 301      | 370 788      | 689 420      | 1 321 453    | 1 836 000    | 2 159 000    | 71,1              | 95,4              | 177,5             | 340,1             | 472,6             | 555,7             |
|        | AE-FU   | Fudžajra      | Fudžajra      | 1 165         | 32 189       | 43 753       | 76 180       | 125 698      | 163 751      | 192 190      | 27,6              | 37,6              | 65,4              | 107,9             | 140,6             | 165,0             |
|        | AE-RK   | Rás al-Chajma | Rás al-Chajma | 1 684         | 73 918       | 96 578       | 143 334      | 210 063      | 413 000      | 422 000      | 43,9              | 57,4              | 85,1              | 124,7             | 245,2             | 250,6             |
|        | AE-SH   | Šardžá        | Šardžá        | 2 590         | 159 317      | 228 317      | 402 792      | 793 573      | 1 050 000    | N/A          | 61,5              | 88,1              | 155,5             | 306,4             | 405,5             | N/A               |
|        | AE-UQ   | Umm al-Kuvajn | Umm al-Kuvajn | 777           | 12 426       | 19 285       | 35 361       | 49 159       | 65 000       | N/A          | 16,0              | 24,8              | 45,5              | 63,3              | 83,7              | N/A               |